# クロミオス
クロミオス（古希: Χρόμιος, Chromios）は、ギリシア神話の人物である。主に、
- プテレラーオスの子
- ネーレウスの子
- プリアモスの子
- アルシノオスの子

の4人ほか数人が知られている。以下に説明する。

## プテレラーオスの子
このクロミオスは、タポスの王プテレラーオスの子で、テュラノス、アンティオコス、ケルシダマース、メーストール、エウエーレース、コマイトーと兄弟。プテレラーオスの息子たちはミュケーナイを訪れ、エーレクトリュオーン王に先祖であるメーストール（エーレクトリュオーンと同じくペルセウスの子）の土地を要求したが拒否された。彼らはエーレクトリュオーンの牝牛の群を奪おうとして戦いになり、船を守っていたエウエーレースを除き、エーレクトリュオーンの息子たちと相討ちになった。エーレクトリュオーンの側は幼かったリキュムニオスのみ生き残った。

## ネーレウスの子
このクロミオスは、メッセニア地方の都市ピュロスの王ネーレウスと、オルコメノスの王アムピーオーンの娘クローリスの子である。ネストール、ペリクリュメノス、ペーローとともに、ホメーロスが叙事詩『オデュッセイアー』の中で挙げているネーレウスの子供の1人。

## プリアモスの子
このクロミオスは、トロイアーの王プリアモスの50人の子供の1人である。トロイア戦争では、エケムモーンとともに同じ戦車に乗って戦ったが、ディオメーデースに遭遇し、ディオメーデースを苦しめることもなくともに討たれた。

## アルシノオスの子
このクロミオスは、アルシノオスの子で、エンノモスと兄弟。トロイア戦争の10年目にエンノモスとともにミューシアの軍勢を率いてトローイアを救援して戦った。

## その他の人物
- ピュロスの武将。ネストールとともにトロイア戦争で戦った[12]。
- リュキア人。トロイア戦争でオデュッセウスに討たれた[13][14]。
- トロイアー人。トロイア戦争でテウクロスに討たれた[15]。
- トロイアー人。トロイア戦争でアレートスとともに戦った[16]。
- ギリシア人。トロイア戦争でミューシアの武将エウリュピュロスに討たれた[17]。